# Бальивиан Рохас, Уго
Уго Бальивиан Рохас (исп. Hugo Ballivián; 7 июня 1901 — 15 июля 1993) — боливийский военный и политический деятель, де-факто президент страны с 1951 до 1952 года.
Занимал пост главнокомандующего Вооруженных сил Боливии, когда президент Мамерто Урриолагоитиа совершил против себя самого военный переворот, в результате которого Бальивиан Рохас занял пост президента. Бальивиан стал последней надеждой олигархических кругов на то, чтобы остаться у власти, однако ситуация уже вышла из-под контроля. Несмотря на введение комендантского часа и ссылку некоторых лидеров оппозиции, беспорядки в стране продолжались.
Дело дошло до того, что министр правительства, генерал Антонио Селеме, заявил, что он тайно поддерживает заговорщиков, которых в то время возглавлял Эрнан Силес Суасо (Пас Эстенсоро находился в изгнании в Аргентине). Это стало катализатором апрельских событий 1952 года, которые получили известность как Национальная революция. Эта революция стала поворотным моментом в истории страны. Многие военные перешли на сторону повстанцев. В результате вооружённого противостояния президент был вынужден уйти в отставку и просить политического убежища в чилийском посольстве.